# Josep Duran
Josep Duran, talvolta José Durán (Cadaqués, 1730 circa – Barcellona, 24 gennaio 1802), è stato un compositore spagnolo.

## Biografia
La prima notizia sul suo conto risale al 1748, anno in cui fu ammesso come cantante nella cappella musicale del Palau de la Contessa di Barcellona. Nel giugno del 1749 si recò a Napoli, dove studiò musica sotto la guida di Francesco Durante. Tornato a Barcellona nel dicembre del 1754, diventò maestro de capilla (maestro di cappella) del Palau de la Contessa.
Tra il 1756 e il 1757 fu coinvolto in una controversia con il compositore Jaime Casellas a causa di un madrigale che Duran compose durante il suo soggiorno presso la città partenopea: quest'ultimo scrisse questo lavoro impiegando la tecnica compositiva tipica della scuola musicale napoletana dell'epoca, la quale entrava in contrasto con la visione estetica barocca di Casellas. Duran successivamente debuttò come operista nel 1760 con l'opera seria Antigono, rappresentata per celebrare l'onomastico della regina Maria Amalia di Sassonia. Seguì la sua seconda opera, Temistocle, allestita nel 1762 per celebrare l'onomastico del re di Spagna Carlo III.
Nel giugno del 1780 terminò la sua attività di direttore della cappella del Palau de la Contessa; ciononostante continuò a fornire proprie composizioni alla cappella. Tra il 1782 e il 1783 intrattenne un rapporto epistolare con Padre Martini: Duran contribuì al progetto Storia della musica di Martini, fornendo al compositore italiano alcune informazioni sulla musica spagnola e inviando alcuni spartiti.

## Considerazioni sull'artista
Duran fu il primo compositore spagnolo a portare lo stile italiano in Spagna. Fu inoltre il primo a comporre e mettere in scena opere italiane in questo paese; infatti in quel tempo l'opera italiana dominava già in quasi tutti i palcoscenici europei.
Solo 17 dei suoi lavori sopravvivono a tutt'oggi, in gran parte lavori sacri. Le sue due opere note sono andate perdute (giungono a noi solamente i libretti), così come anche i suoi sei oratori.
Nonostante egli padroneggiasse lo stile della musica tradizionale spagnola del barocco, egli preferì nei suoi lavori sacri adottare la più moderna tecnica italiana. I suoi otto villancico risentono dell'influenza della cantata italiana dell'epoca: presentano infatti una struttura basata sull'alternanza di recitativi ed arie e generalmente impiegano l'accompagnamento dell'orchestra. Infine Duran compose tre ouverture, le quali, come gran parte della sua musica, presentano il tipico schema italiano a tre movimenti della sinfonia italiana (Allegro-Andante-Allegro).